# Терехов, Александр Васильевич
Александр Васильевич Терехов (1922, д. Заостровье — 2000, п. Красноярка) — работник лесозаготовительной отрасли народного хозяйства СССР, тракторист. С 1950 года и до выхода на пенсию в 1977 году — бригадир комплексной бригады Красноярского леспромхоза (посёлок Красноярка Серовского района Свердловской области).
Реорганизовав работу своей бригады, в ходе Семилетки (1959—1965) довёл объём заготовки и вывозки хлыстов до 200 кубических метров в смену при норме 100 м³. За выдающиеся успехи, достигнутые в выполнении заданий семилетнего государственного плана в развитии лесной, целлюлозно-бумажной и деревообрабатывающей промышленности, указом Президиума Верховного Совета СССР от 17 сентября 1966 года ему присвоено звание Героя Социалистического Труда с вручением ордена Ленина и медали «Серп и Молот».
В ходе 8-й пятилетки (1966—1970) бригада А. В. Терехова, взяв на себя повышенные обязательства, заготовила сверх плана 36 тысяч кубометров леса, внеся существенный вклад в досрочное выполнение предприятием государственного задания. По итогам пятилетки А. В. Терехов был награждён вторым орденом Ленина.
Член КПСС с 1960 года. Дважды избирался депутатом Свердловского областного Совета депутатов трудящихся (1961, 1963). Делегат XIII и XIV съездов и член ЦК профсоюза работников лесной и деревообрабатывающей промышленности СССР. Делегат XXIV съезда КПСС. Почётный гражданин Серовского района (1991). Почётный мастер заготовки леса и сплава  (1959).

## Биография

### Ранние годы
Родился 22 декабря 1922 года в деревне Заостровье Лодейнопольского уезда Олонецкой губернии (ныне — Лодейнопольский район Ленинградской области) в крестьянской семье Василия Павловича и Екатерины Михайловны Тереховых. Русский.
Тереховы в Заостровье считались зажиточными. Дед Александра Васильевича, Павел Терехов, имел несколько лошадей, что позволяло ему содержать почтовую станцию и хорошо зарабатывать на почтовых перевозках. Крепко стоял он на ногах и при Советской власти. Когда в стране началась коллективизация, Тереховы не захотели вступать в колхоз, и в 1930 году как чуждые новой власти «элементы» были раскулачены. Лишившись имущества и жилья, они перебрались в Лодейное Поле, но и там их не оставили в покое: в 1935 году они были высланы на спецпоселение на Северный Урал, в посёлок Красноярка Свердловской области. Павел Терехов стал работать сторожем в поселковом клубе, его сын Василий — грузчиком на лесозаготовках, а внук Александр продолжил учёбу в местной школе.

### Начало трудового пути
В 1937 году в леспромхозовском гараже случился пожар, в котором обвинили Василия Терехова, отца Александра. Он был арестован и вскоре расстрелян. Будучи старшим из четырёх детей, шестнадцатилетний Саша Терехов вынужден был в 1938 году бросить школу, не окончив шестой класс, и устраиваться на работу. Начинал трудовую деятельность рассыльным, затем некоторое время трудился маркировщиком. Однако его зарплаты не хватало для нужд большой семьи, и Александр Васильевич стал проситься в лес: там и работа престижная, и заработки побольше. Вскоре его перевели в бригаду лесозаготовителей на должность помощника тракториста.
К 1941 году под руководством опытного наставника Александр Васильевич освоил специальность тракториста и уже вполне самостоятельно мог работать на трелёвке леса. Ждал только вакансии. Возможность сесть за рычаги трактора представилась летом 1941 года, когда многие работники леспромхоза ушли на фронт. Терехов как сын врага народа призыву в армию не подлежал, но неожиданно 20 ноября 1941 года получил повестку. Всё разъяснилось в Серовском районном военкомате, где ему вручили направление в Сотринский леспромхоз: на предприятии, специализировавшемся в годы войны на выпуске авиабруса и авиапланки для авиационной промышленности, остро не хватало квалифицированных специалистов. Трактор Терехову достался не из лучших, но он быстро привёл машину в порядок, наладил взаимоотношения с бригадой и уже скоро вышел в передовики производства, перевыполняя сменные задания почти в полтора раза.
Во время работы в Сотринском леспромхозе Александр Васильевич познакомился с Ниной Головиной, молодой девушкой из семьи таких же, как он спецпоселенцев. Вскоре они поженились. Жить молодым было негде, и Терехов стал проситься домой, в Красноярку, но получить разрешение на переезд он смог только в 1947 году после рождения дочери. В августе того же года он был принят на работу трактористом в Красноярский леспромхоз.

### Бригадир
Работает Александр Васильевич, я бы так выразился, элегантно. Красиво работает, а главное — спокойно. Берёт хлыст, а сам уже смекает, как проще ко второму подобраться, к третьему, чтобы потом лишних манёвров не делать, горючего зря не жечь. Всё у него заранее предусмотрено и продумано. А потому — никакой суеты в работе, чёткий, спокойный ритм. Профессор он в лесосеке. И чокеровщице с ним легко: никогда не дёрнет в спешке, на вершину гусеницей не наедет. Оно бы и мелочи, а глядишь, рейс за рейсом и лишний килограмм горючего сберёг. Другие то и дело запчасти выпрашивают, тросы меняют, а у Терехова целёхоньки.— Цитируется по книге Льва Дзюбинского Герои города Серова. Стр. 306.
Александр Васильевич никогда не останавливался на достигнутом и регулярно предлагал что-то новое. Например, он первым взял на себя обязательство отработать на тракторе «С-60» пять лет без капитального ремонта и сэкономил государству 5000 рублей. Его бригада первой в области начала соревнование за звание коллектива коммунистического труда и первой получила это звание. В 1950-х годах Терехов четырежды был отмечен знаком «Отличник социалистического соревнования». В 1959 году ему присвоили звание «Почётный мастер заготовки леса и сплава», а его имя было занесено на областную Доску почёта. Малокомплексная бригада Терехова первой в тресте «Серовлес» была удостоена золотой и серебряной медалей ВДНХ. Сам бригадир за высокие производственные показатели дважды, в 1960 и 1963 годах, награждался медалями «За трудовую доблесть».
А. В. Терехов никогда не скрывал секретов своего успеха. Выезжая в другие леспромхозы, он активно делился опытом с коллегами прямо на лесосеке. Часто выступал с докладами на различных совещаниях, по радио и телевидению. В 1962 году в газете «Инженер леса» была опубликована большая статья, где был проанализирован и обобщён передовой опыт бригады Терехова, который стал основным методом организации труда на лесозаготовках по всей стране.
За выдающиеся успехи, достигнутые в выполнении заданий семилетнего плана в развитии лесной, целлюлозно-бумажной и деревообрабатывающей промышленности, указом Президиума Верховного Совета СССР от 17 сентября 1966 года бригадиру комплексной бригады Красноярского леспромхоза Александру Васильевичу Терехову было присвоено звание Героя Социалистического Труда с вручением ордена Ленина и медали «Серп и Молот».

### В годы 8-й пятилетки
Самым ярким событием 8-й пятилетки в тресте «Серовлес» стало соревнование передовых бригад С. Чабана из Сотринского леспромхоза, П. Д. Ивонина из Андриановского леспромхоза и А. В. Терехова из Красноярского леспромхоза, взявшими на себя повышенные обязательства. Итоги их работы подводились почти ежедневно. Все три бригады добились самых высоких производственных результатов. Попеременно вырываясь вперёд, эти трудовые коллективы завершили первый год пятилетки с минимальным отрывом друг от друга. Но уже зимой 1967 года на заседании коллегии Министерства лесной и деревообрабатывающей промышленности А. В. Терехов неожиданно заявил, что в марте его бригада намерена заготовить 3200 кубометров леса. Цифра по тем временам фантастическая, но она основывалась на точном экономическом расчёте и большом производственном опыте бригадира. Применяя передовые методы организации труда, Александр Васильевич со своей бригадой не только выполнил, но и перевыполнил взятые на себя обязательства, заготовив по итогу месяца 4185 кубометров древесины. С этого времени Терехов постепенно уходил в отрыв. Пятилетнее плановое задание его коллектив выполнил 19 июля 1969 года, а к концу 8-й пятилетки заготовил сверх плана ещё 36000 кубометров. Бригада Терехова внесла весомый вклад в выполнение пятилетнего плана всего леспромхоза и во многом обеспечила победу предприятия в социалистическом соревновании. По итогам 8-й пятилетки Александр Васильевич был награждён вторым орденом Ленина.

### Общественная жизнь
Несмотря на большую занятость на производстве, А. В. Терехов вёл активную общественную жизнь. На протяжении многих лет он был депутатом Серовского районного Совета депутатов трудящихся, дважды, в 1961 и 1963 годах, избирался депутатом Свердловского областного Совета. Трудовой коллектив треста «Серовлес» Александр Васильевич представлял на XIII и XIV профсоюзных съездах работников лесной и деревообрабатывающей промышленности СССР, несколько лет был членом ЦК этого профсоюза. Член КПСС с 1960 года, А. В. Терехов в 1971 году представлял коммунистов города Серова и Серовского района на XXIV съезде партии. Несколько раз в составе представительных делегаций Александр Васильевич выезжал за рубеж, где обменивался опытом с иностранными коллегами: в 1967 году он участвовал в слёте бригад коммунистического труда, который проходил в ГДР, в 1971 году как член ЦК профсоюза работников лесной и деревообрабатывающей промышленности встречался с японскими профсоюзными работниками в Токио, а в 1975 году посетил Венгрию.

### Дальнейшая биография
Начало 1970-х годов в СССР ознаменовалось бурным развитием лесной и деревообрабатывающей промышленности. Лесозаготовители получили на вооружение новую, более производительную технику, поменялась технология заготовки и вывозки леса, в отрасли появились новые формы организации труда. Но и в новых реалиях бригада А. В. Терехова продолжала оставаться в числе передовых и внесла весомый вклад в выполнение предприятием производственного плана 9-й пятилетки. В 1977 году Терехов вышел на пенсию, но ещё семь лет продолжал работать трактористом при администрации посёлка Красноярка. За многолетний добросовестный труд и большой вклад в развитие района решением Президиума Серовского районного Совета народных депутатов от 30 июля 1991 года № 87 Александру Васильевичу Терехову было присвоено звание «Почётный гражданин Серовского района».
В 2000 году у Александра Васильевича случился инсульт и 21 октября того же года он скончался. Похоронен в посёлке Красноярка Серовского городского округа.

## Семья
Жена Нина Ивановна Терехова (Головина), дети Галина, Владимир и Олег.

## Награды и звания
- Герой Социалистического Труда (17.09.1966):
  - орден Ленина;
  - медаль «Серп и Молот».
- Орден Ленина (1971).
- Две медали «За трудовую доблесть» (1960, 26.04.1963).
- Почётный гражданин Серовского района (30.07.1991).
- Почётный мастер заготовки леса и сплава (1959).

## Отзывы и мнения
Почин рядового уральского тракториста крепко встряхнул многие министерские кабинеты, заставив их по-новому взглянуть на качество механизации в этой промышленности и её эксплуатацию.— В. И. Селиванов, журналист.